# Fosse no 4 - 4 bis - 4 ter des mines de Bruay
La fosse no 4 - 4 bis - 4 ter de la Compagnie des mines de Bruay est un ancien charbonnage du Bassin minier du Nord-Pas-de-Calais, situé à Bruay-la-Buissière. Pour la première fois, la Compagnie de Bruay ouvre une fosse constituée de deux puits jumeaux, tout d'abord dénommés puits nos 4 et 5. À l'approche de l'ouverture de la fosse no 5 - 5 bis à Divion, le puits no 5 est renommé 4 bis. La fosse commence à produire en 1881. Le puits no 4 ter est ajouté en 1919, il assure ensuite l'extraction, alors que les puits nos 4 et 4 bis assurent le service et l'aérage. Des cités sont construites autour de la fosse.
La Compagnie des mines de Bruay est nationalisée en 1946, et intègre le Groupe de Bruay. La fosse cesse d'extraire dans les années 1950 après sa concentration sur la fosse no 6 - 6 bis - 6 ter, ses puits nos 4 et 4 bis sont respectivement remblayés en 1955 et 1958, et leurs chevalements détruits peu après. Le puits no 4 ter est modernisé dans le but de servir à la descente du personnel, et ce jusqu'en 1970. Le puits est remblayé deux ans plus tard, et le chevalement détruit le 4 octobre 1973. Le site est ensuite occupé par l'usine Plastic Omnium.
Dans les années 1990 et suivantes, les cités sont rénovées ou démolies pour laisser place à de nouvelles constructions. Au début du XXIe siècle, Charbonnages de France matérialise les têtes des puits nos 4, 4 bis et 4 ter. L'usine de plasturgie s'installe sur un nouveau site, et en 2011, le carreau de fosse est en chantier, le but est d'y construire un écoquartier. Une dynamitière a été mise à jour en septembre 2011. La cité de corons 16-1 et son école ont été inscrites le 30 juin 2012 sur la liste du patrimoine mondial de l'Unesco. Le site devrait être traversé par le tramway Artois-Gohelle.

## La fosse
Alors que la fosse no 3 est mise en service depuis mars 1870, La Compagnie des mines de Bruay décide d'entreprendre une nouvelle fosse à 500 mètres au sud-sud-ouest, de la fosse no 1.

### Fonçage
Le quatrième siège d'exploitation de la Compagnie de Bruay se compose de deux puits jumeaux nos 4 et 5, établis à cinquante mètres l'un de l'autre et commencés l'un en juin 1874, l'autre en juillet 1875,. Ils ont été creusés tous deux par le système Kind-Chaudron. La nature ébouleuse de certaines parties des terrains de la craie a obligé de recourir à des tubages avec cylindres en tôle. Le diamètre de ces puits est de 3,65 mètres à l'intérieur des collets du cuvelage en fonte.
Le puits no 4 est situé à 80 mètres de la route reliant Bruay à Houdain, et à 865 mètres au sud-est du clocher du village. Le terrain houiller est atteint à la profondeur de 121,50, 122 ou 124,42 mètres. Le cuvelage est en fonte sur 96,57 mètres de hauteur, y compris 9,27 mètres de faux cuvelage à la base, ou 104,50 mètres de hauteur, et formé de 70 anneaux en fonte. Le diamètre utile du puits est de 3,65 mètres. Son orifice est à l'altitude de 78,92 mètres. Les accrochages sont établis à 190, 284 et 360 mètres de profondeur. Le puits est profond de 458,50 mètres.
Le puits no 5 a trouvé la tête du terrain houiller à la profondeur de 124,50 mètres. Le puits, profond de 460 mètres, est doté d'un cuvelage en fonte de 109,28 mètres de hauteur, y compris 2,90 mètres de faux cuvelage à la base. Son orifice est situé à l'altitude de 78,92 mètres, et ses accrochages aux profondeurs de 190, 284 et 360 mètres.

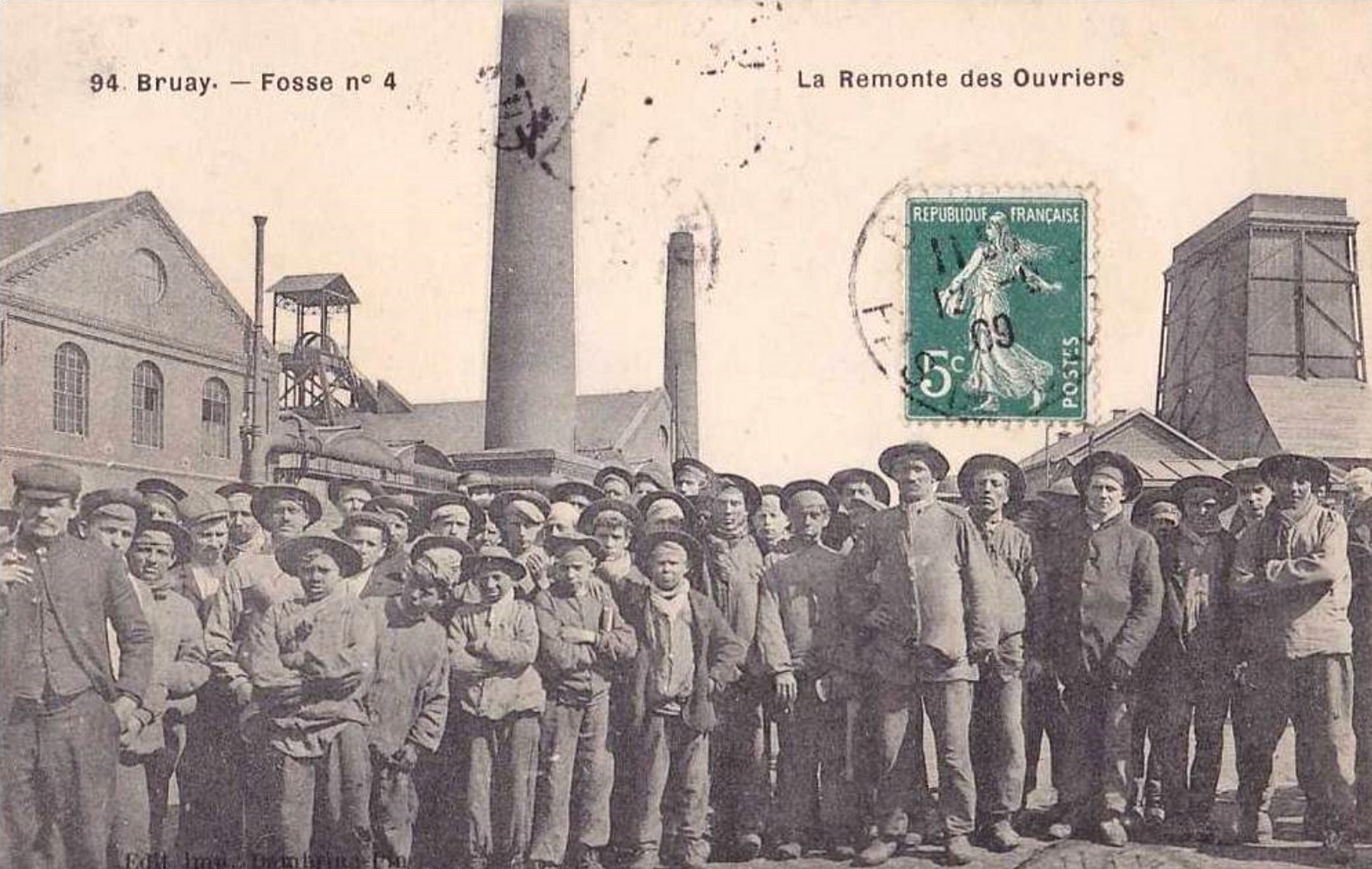
Pendant longtemps, des adolescents ont été employés dans cette fosse.

Un accident assez grave s'est produit dans la descente du cuvelage du no 4 dont la boîte à mousse n'a pas bien fonctionné. On a dû pour la réparer et exécuter le faux cuvelage en dessous, monter une forte machine d'épuisement avec ses pompes, et on est arrivé à remédier par des artifices particuliers à cet accident. L'établissement de ces puits a été couteux. Ainsi d'après la situation donnée dans le rapport du conseil d'administration aux actionnaires de 1878, la dépense s'élève pour le puits no 4, approfondi à 221,80 mètres dont 100,25 mètres dans le terrain houiller à 1 386 819,73 francs et pour le puits no 5, creusé avec le grand trépan à 127 mètres, à 368 515,39 mètres. Quelques années plus tard, à l'ouverture de la fosse no 5 - 5 à Divion, le puits no 5 a été renommé 4 bis.

### Exploitation
La fosse commence à produire en 1881. Elle est située au nord de la ligne de Bully - Grenay à Brias, d'où elle est embranchée.
Le puits no 4 ter est ajouté en 1919, à 115 mètres au sud du puits no 4 et à distance égale au sud-sud-ouest du puits no 4 bis. Très vite, le puits no 4 ter assure l'extraction, alors que les puits nos 4 et 4 bis sont affectés à l'aérage.
La Compagnie des mines de Bruay est nationalisée en 1946, et intègre le Groupe de Bruay. En 1954, la fosse est rattachée à la fosse no 6 - 6 bis - 6 ter. Le puits no 4, alors profond de 492 mètres, est remblayé en 1955, le puits no 4 bis, profond de 615 mètres l’est trois ans plus tard. Les chevalements des puits nos 4 et 4 bis sont détruits peu de temps après. Les installations du puits no 4 ter, chevalement et machine d'extraction, sont en revanche modernisés pour assurer la descente du personnel pour la fosse no 6 - 6 bis - 6 ter, jusqu'en 1970. Le puits, profond de 874 mètres, est remblayé en 1972. Le campanile de son chevalement est démonté l'année suivante, et les molettes sont revendues aux ardoisières d'Angers. La cheminée de la chaufferie et le chevalement sont détruits le 4 octobre 1973.

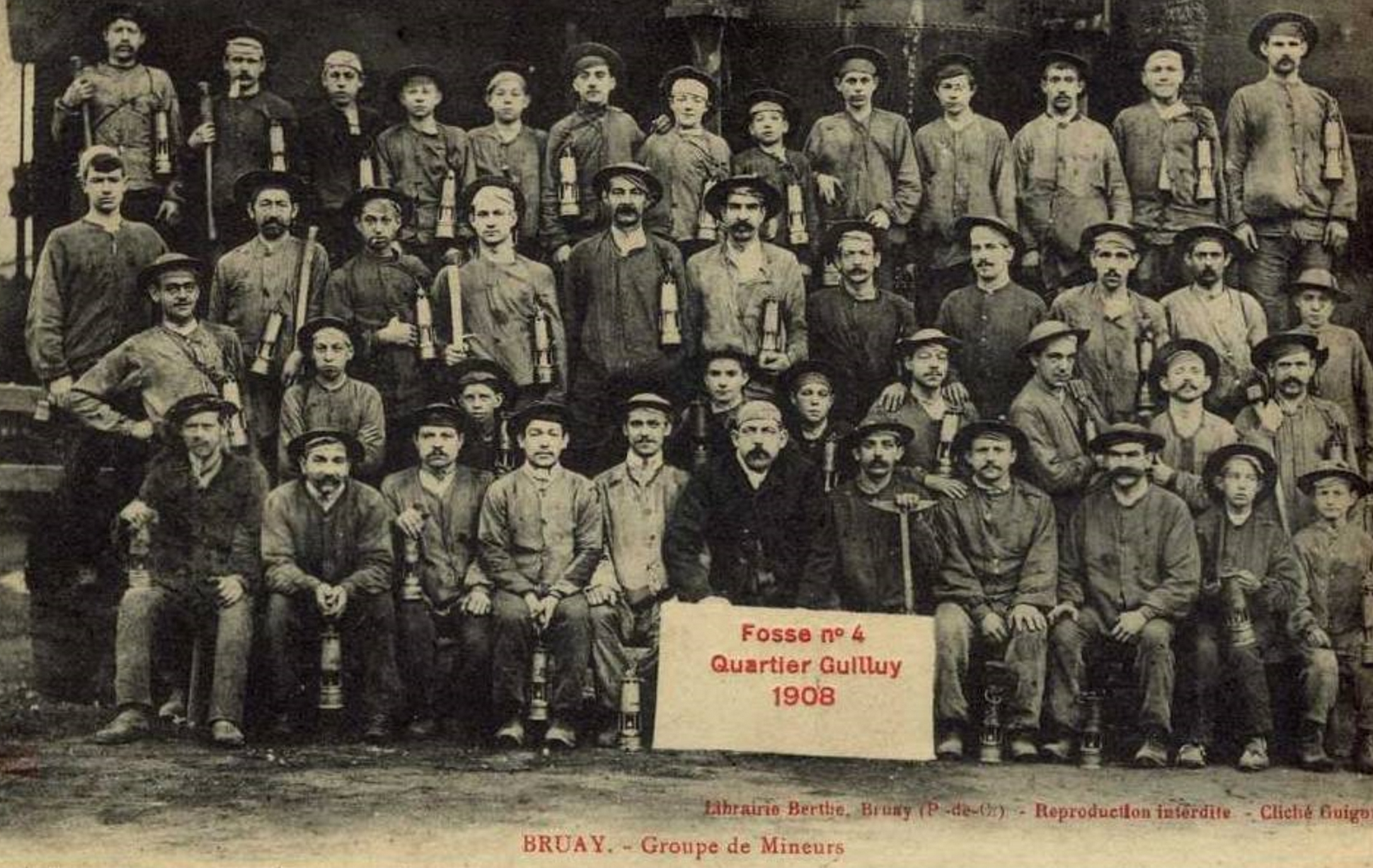
Des mineurs photographiés en 1908.
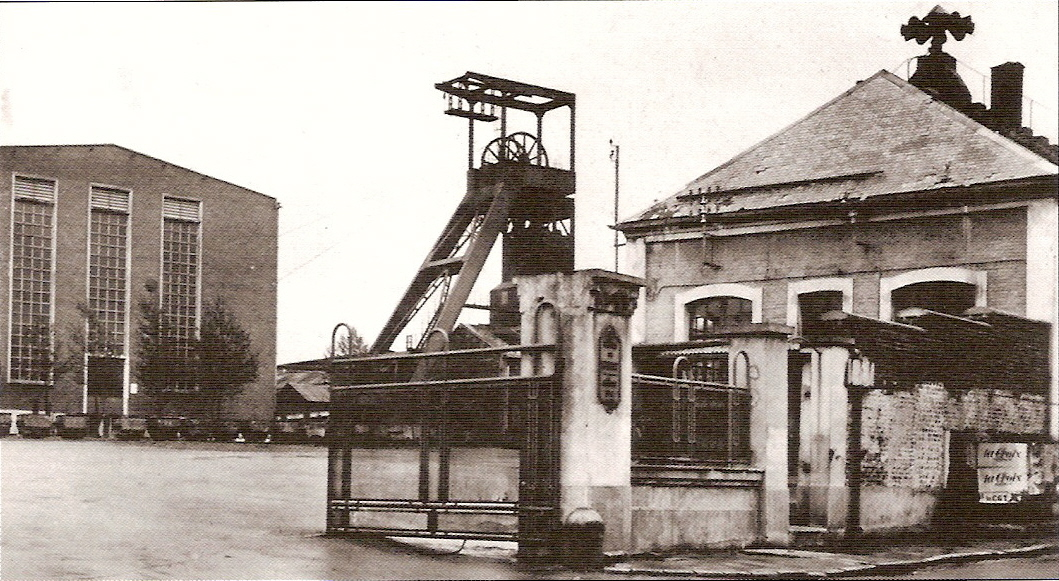
Le puits no 4 ter.
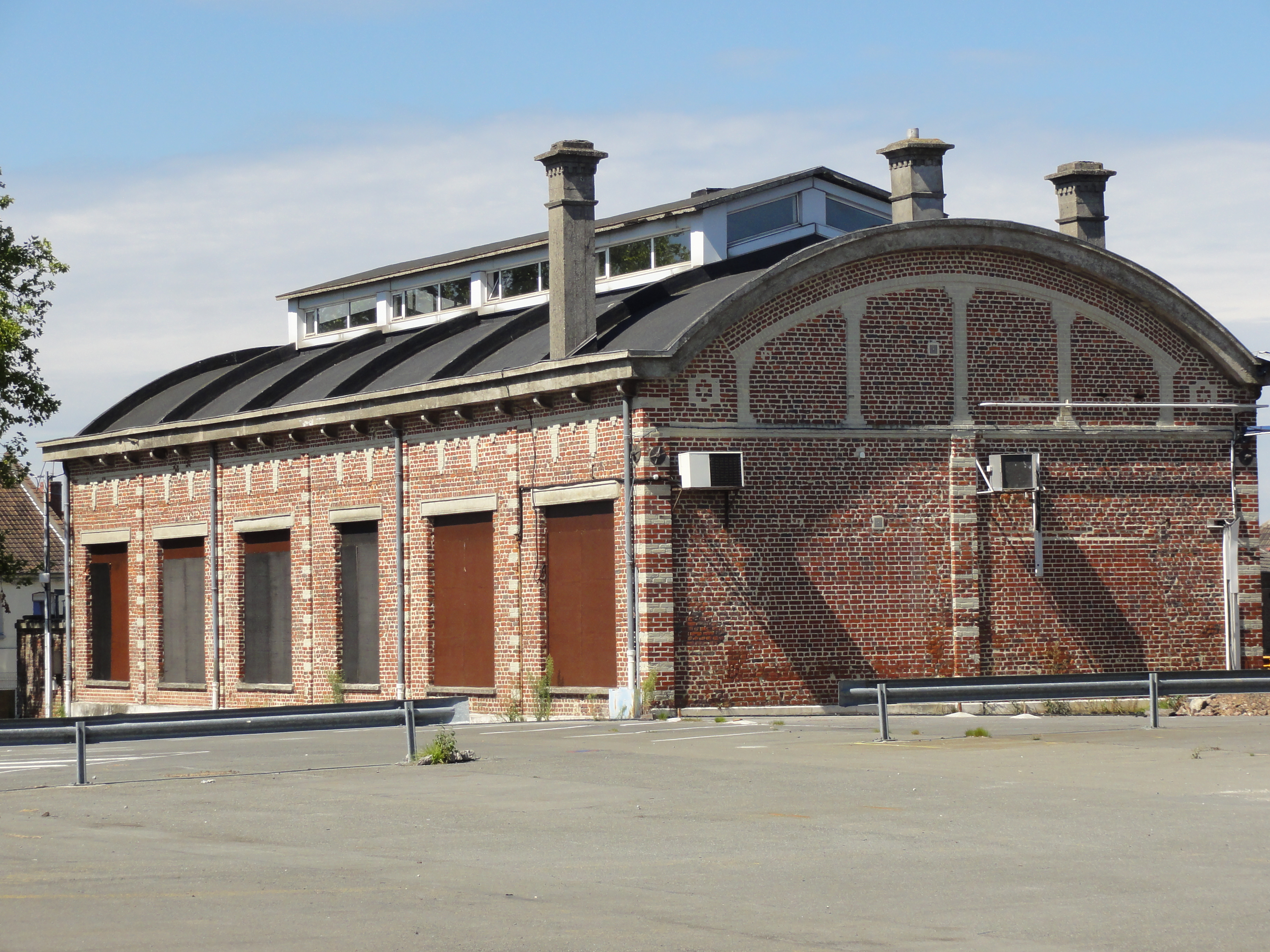
Bâtiment préservé.
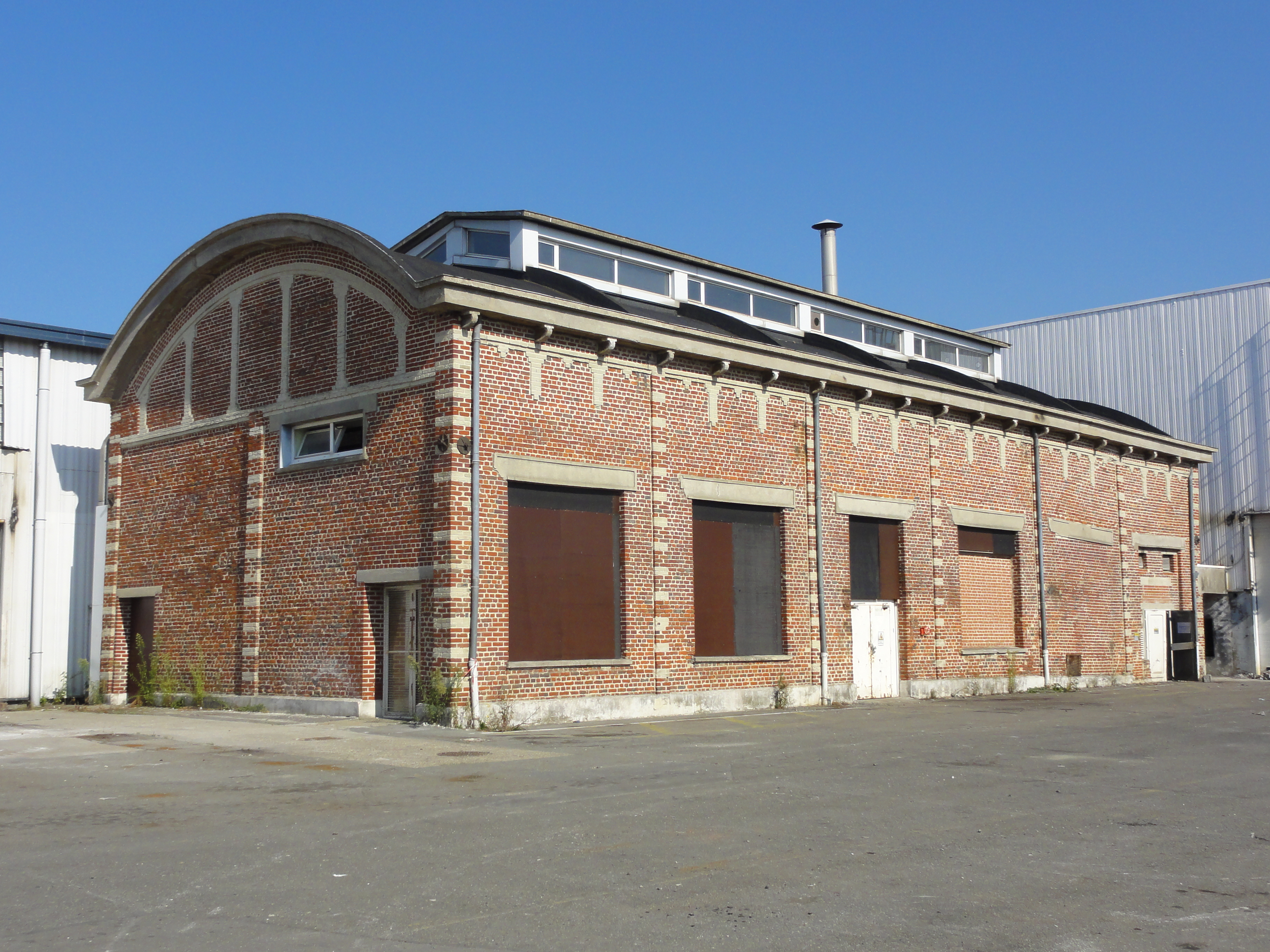
Bâtiment préservé.
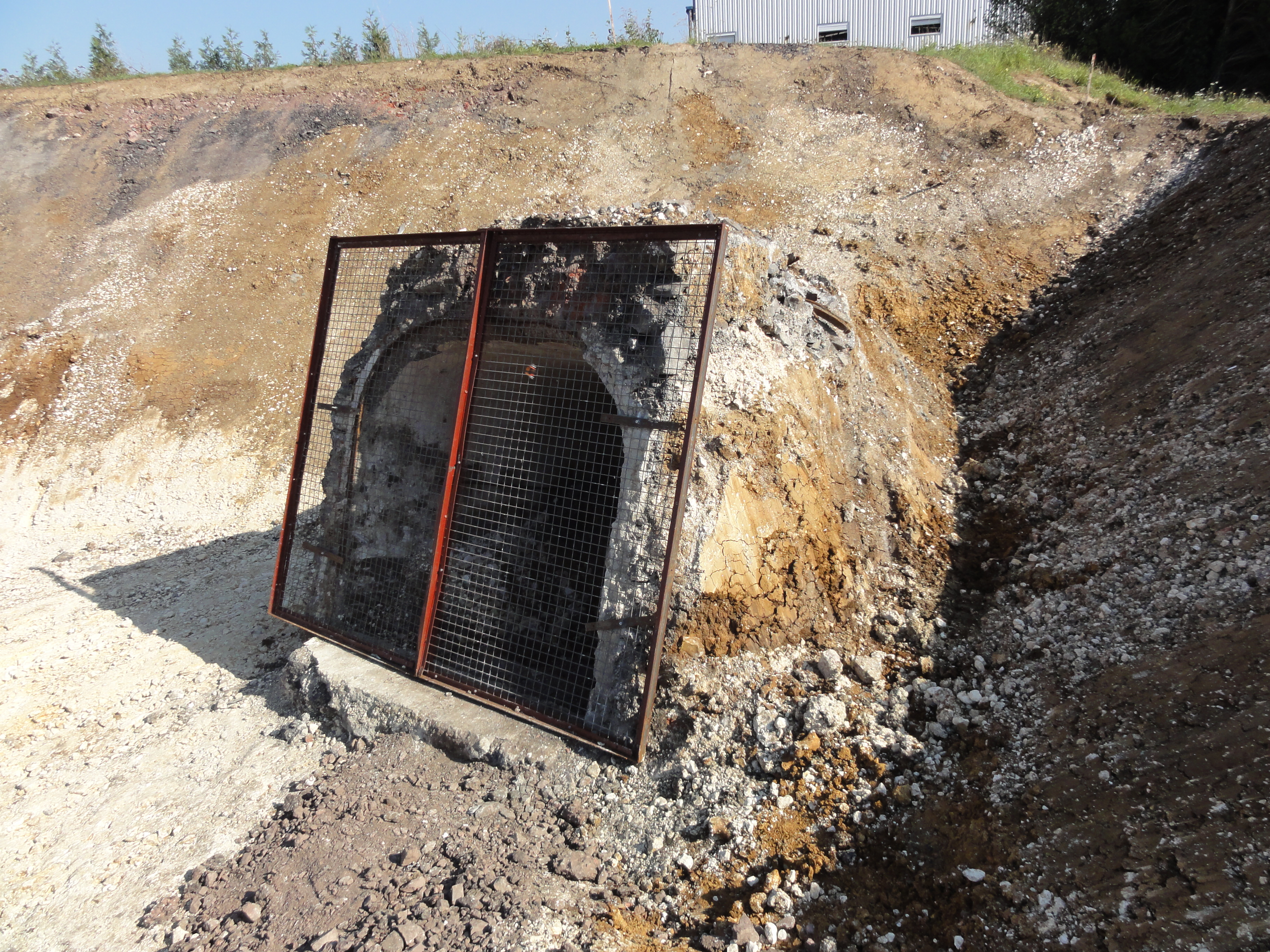
L'entrée de la dynamitière.
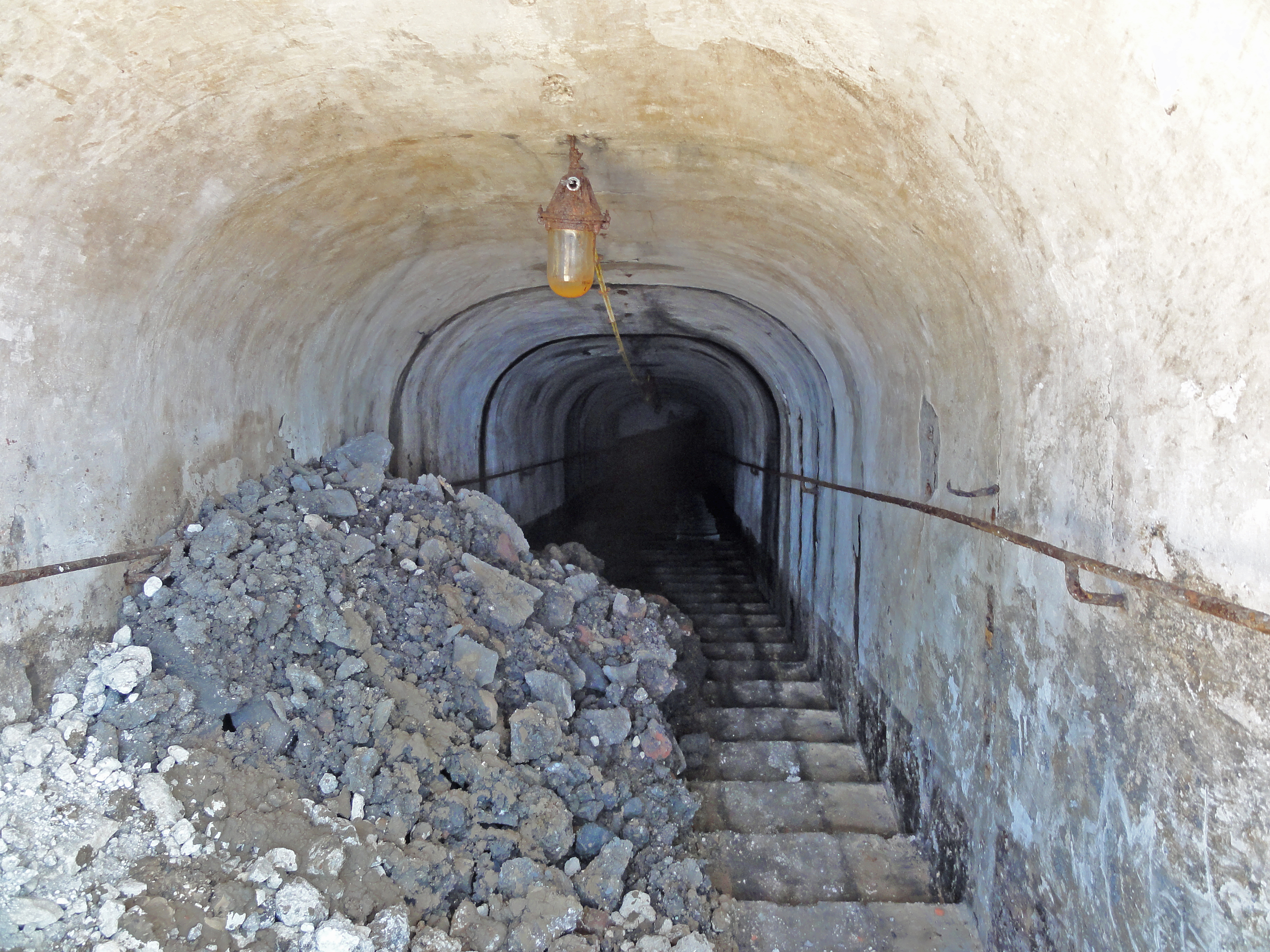
L'escalier qui mène à la dynamitière.

### Reconversion
Le carreau de fosse est ensuite occupé jusque dans les années 2000 par l'entreprise Plastic Omnium, jusqu'à son déménagement sur un autre site. Au début du XXIe siècle, Charbonnages de France matérialise les têtes des puits nos 4, 4 bis et 4 ter, et installe un exutoire de grisou sur le puits no 4 bis. Le BRGM y effectue des inspections chaque année. Il ne subsiste que deux bâtiments en briques avec une toiture en demi-lune en béton armé, situées de part et d'autre du puits no 4 ter. Au second semestre de 2011, l'usine Plastic Omnium est peu à peu détruite, et son site aménagé dans le but de recevoir un écoquartier. Une dynamitière (site de dépôt souterrain d'explosif) a été mise à jour en septembre 2011. Le carreau devrait être traversé par le Tramway Artois-Gohelle,.

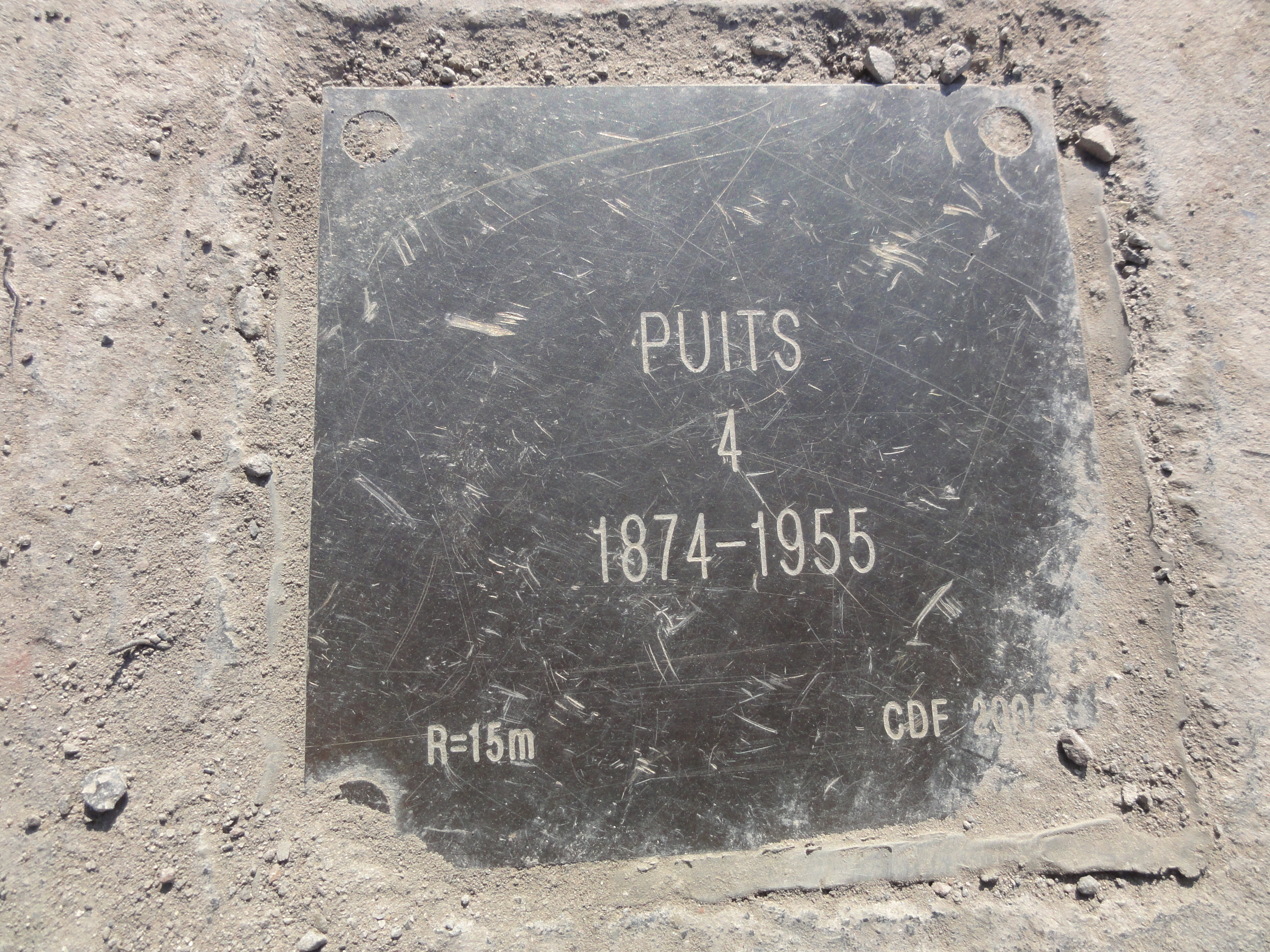
Puits no 4, 1874 - 1955.
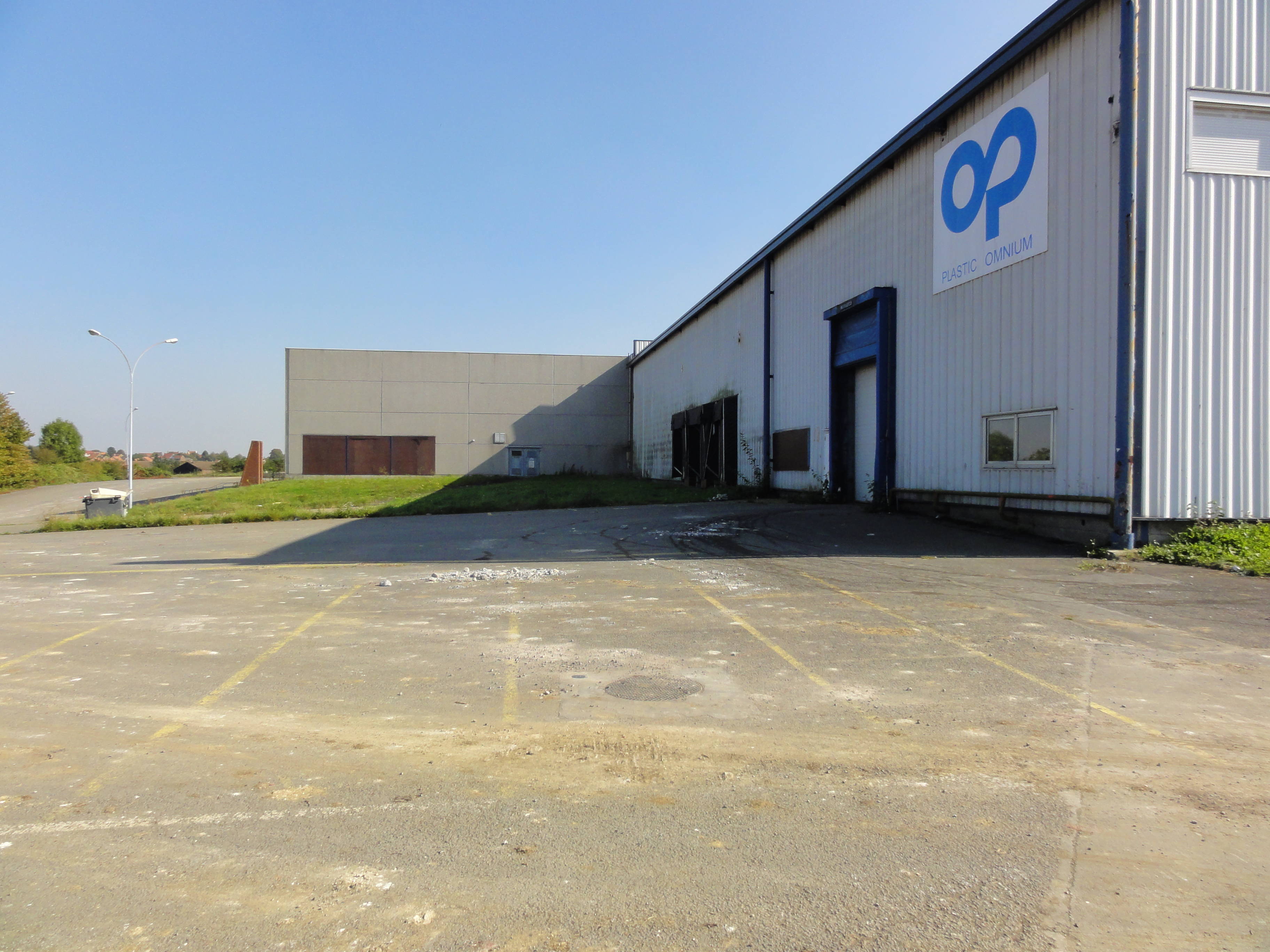
Tête de puits matérialisée no 4.
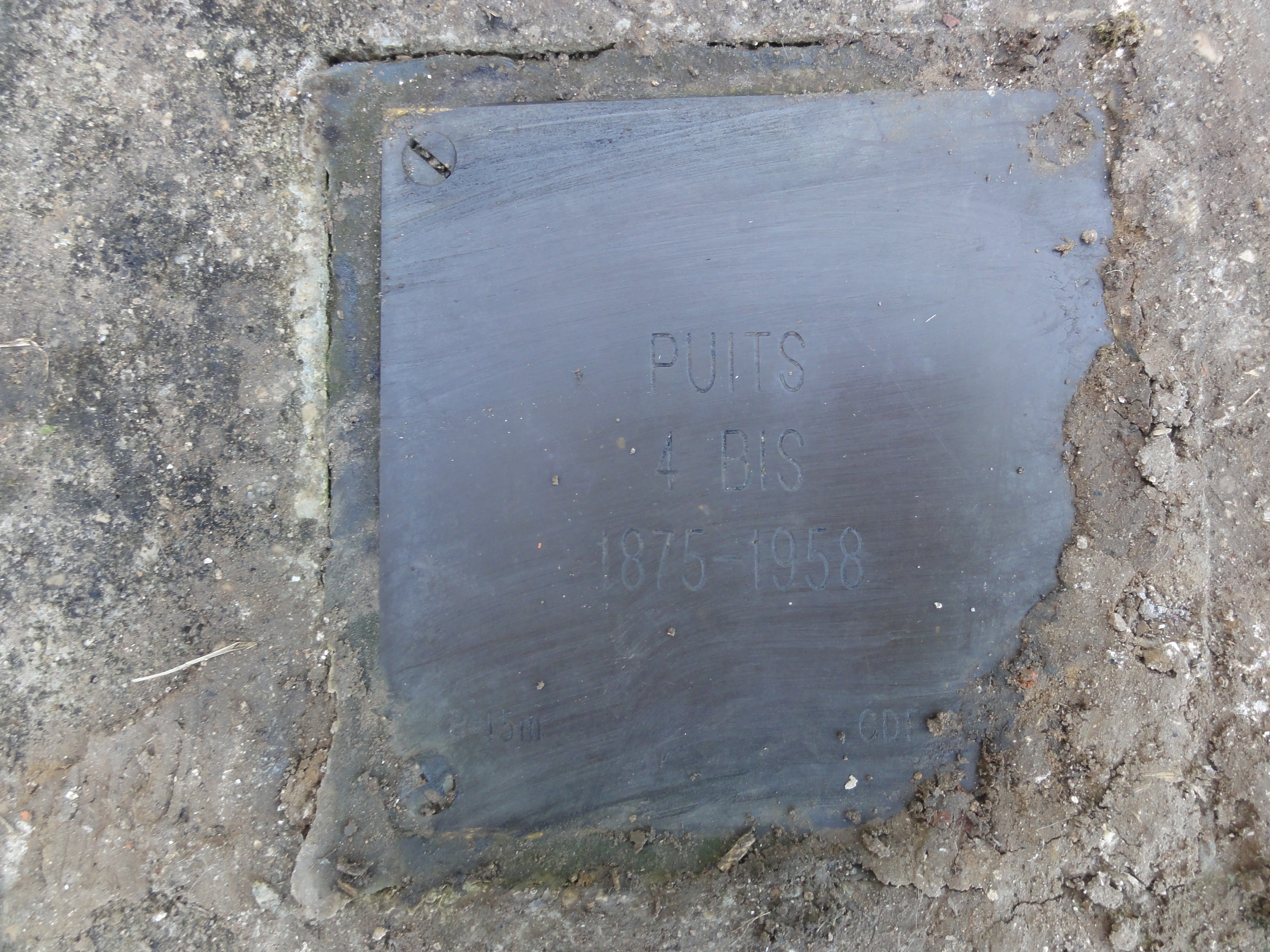
Puits no 4 bis, 1875 - 1958.
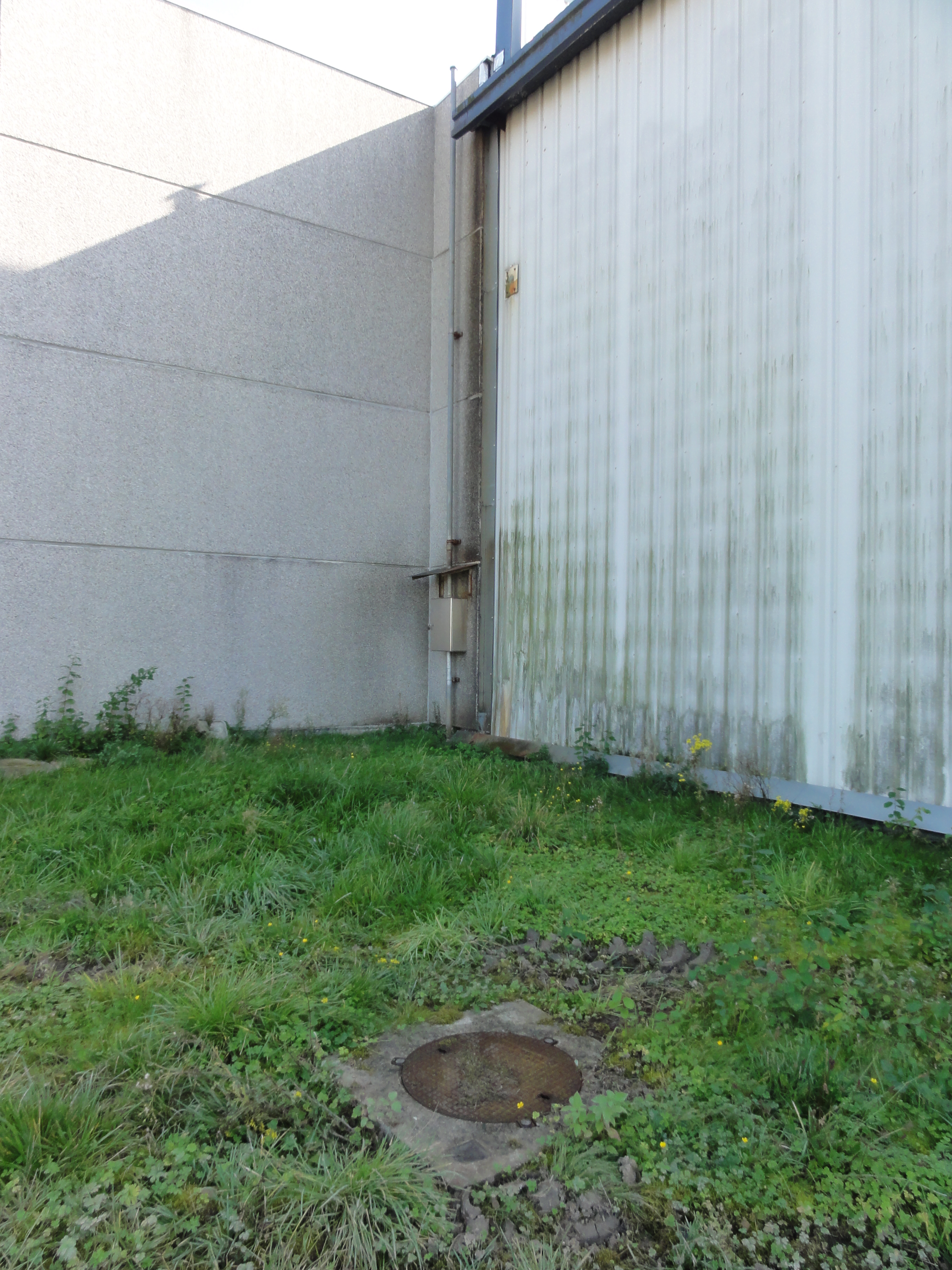
Tête de puits matérialisée no 4 bis, et exutoire de grisou.
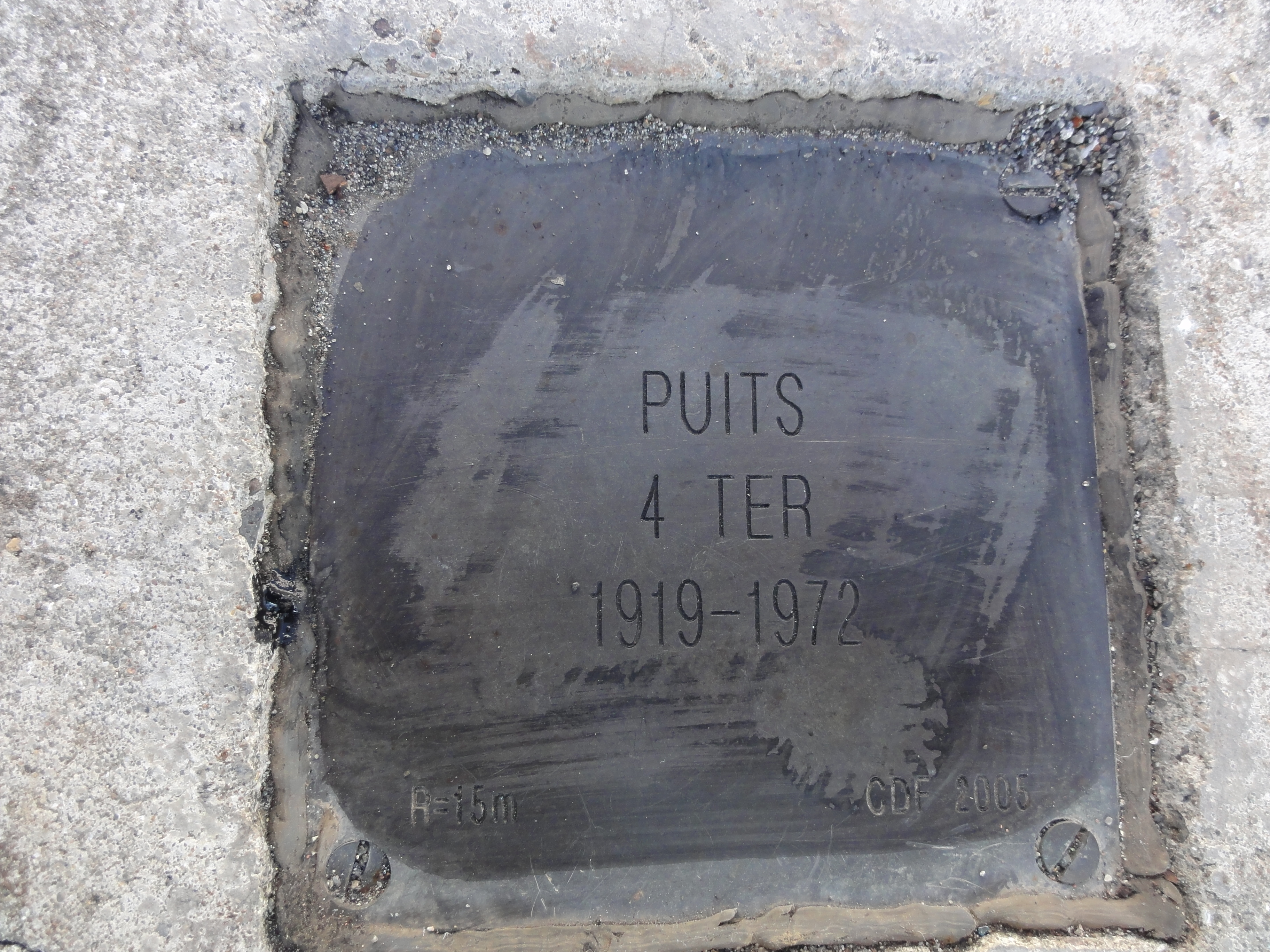
Puits no 4 ter, 1919 - 1972.
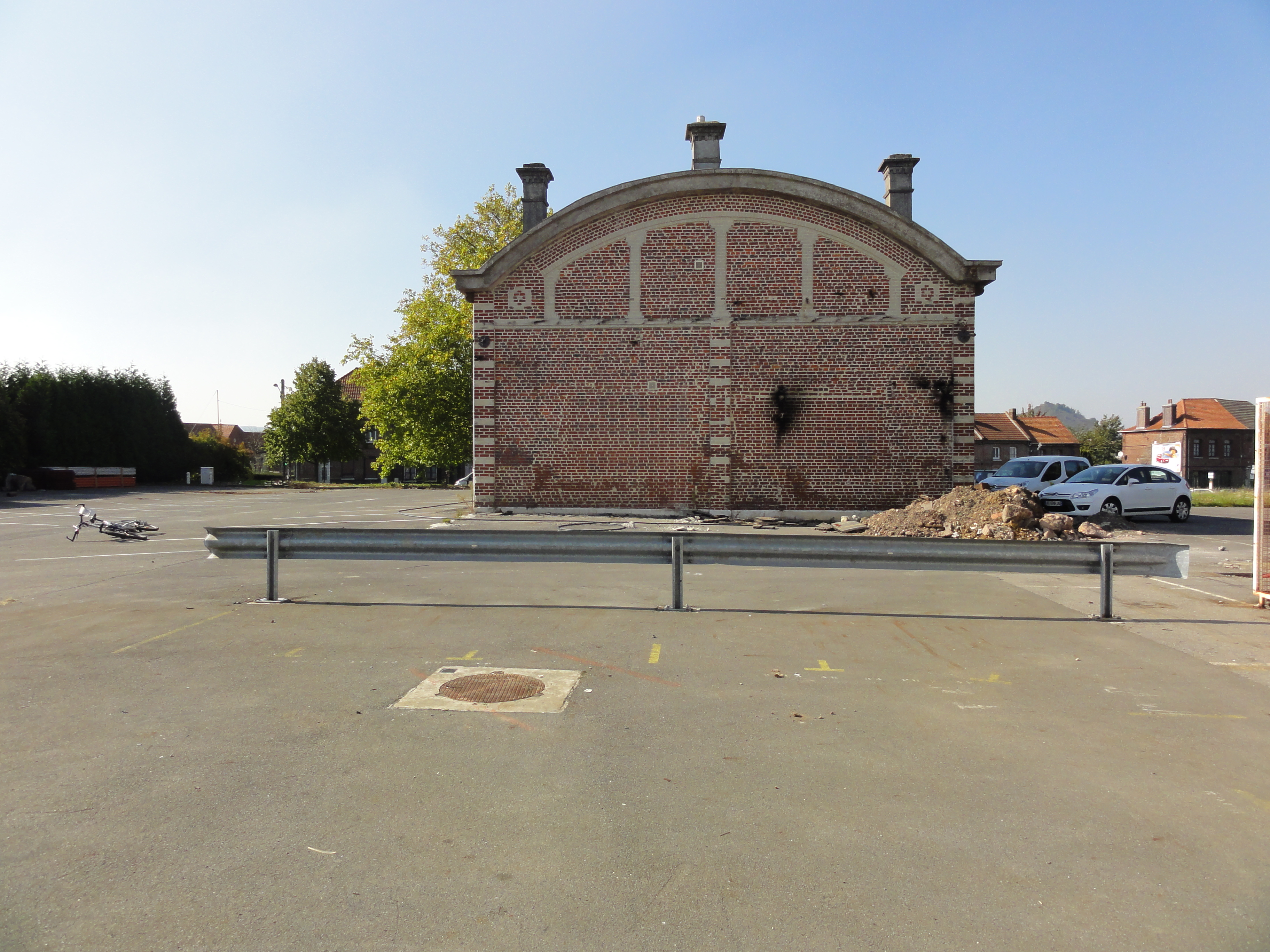
Tête de puits matérialisée no 4 ter.

## Les cités
Des cités ont été bâties par la Compagnie des mines de Bruay à proximité de la fosse. Celles-ci sont relativement étendues. Dans les années 1990 et suivantes, les cités sont rénovées ou démolies pour laisser place à de nouvelles constructions. La cité de corons 16-1 et son école fait partie des 353 éléments répartis sur 109 sites qui ont été inscrits le 30 juin 2012 sur la liste patrimoine mondial de l'Unesco. Ils constituent une partie du site no 97.

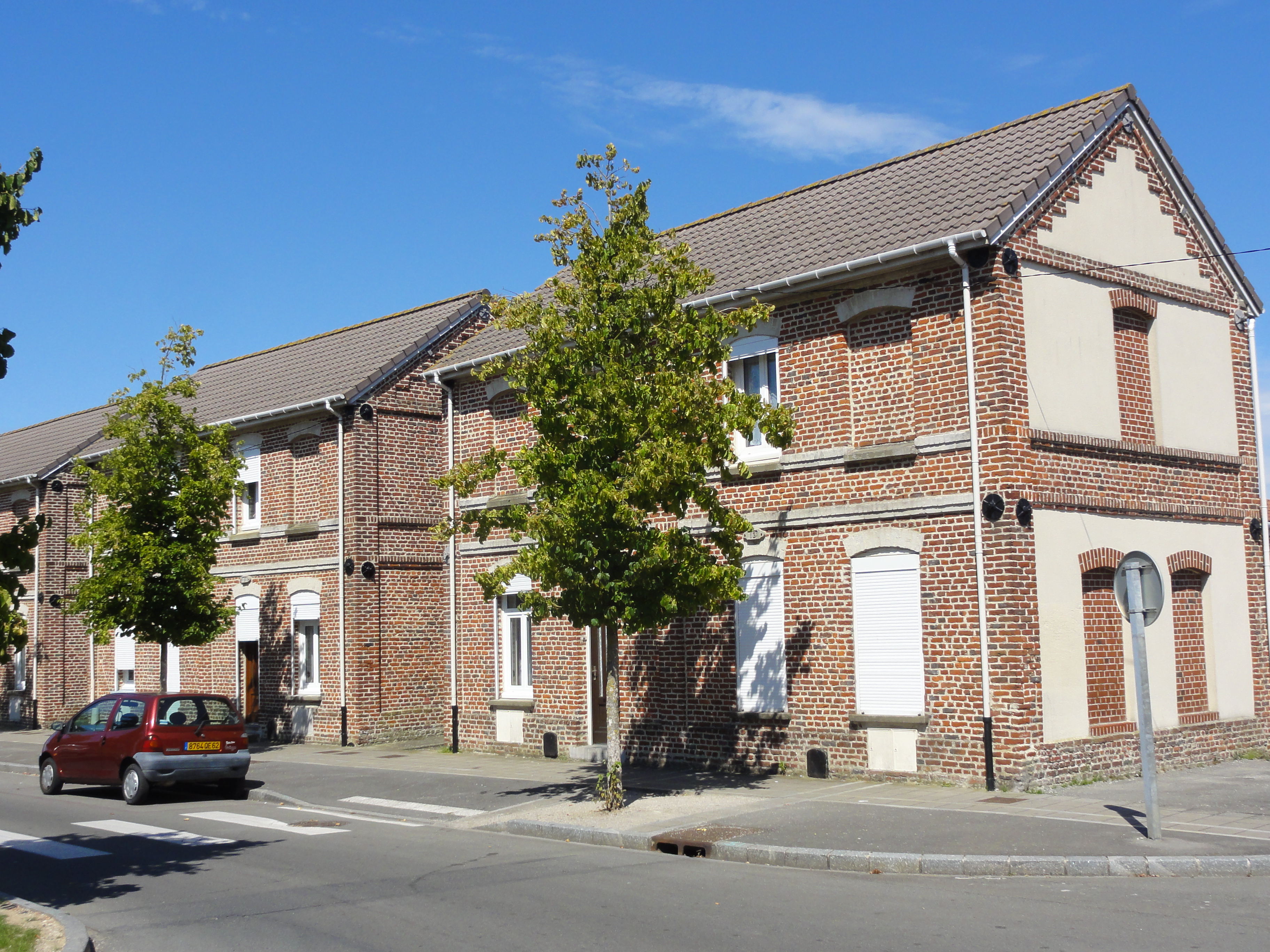
Habitations groupées par deux.
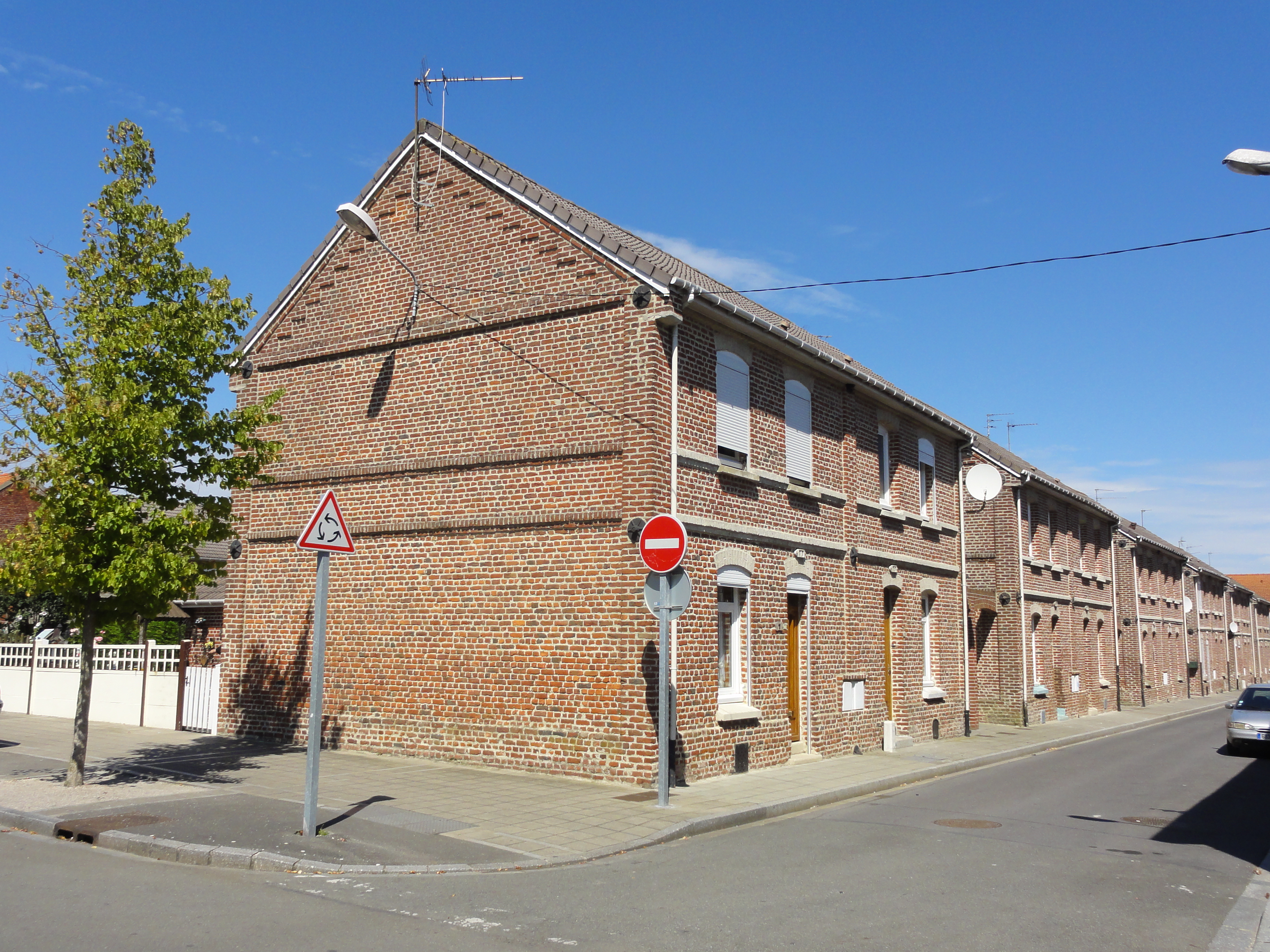
Habitations groupées par deux.
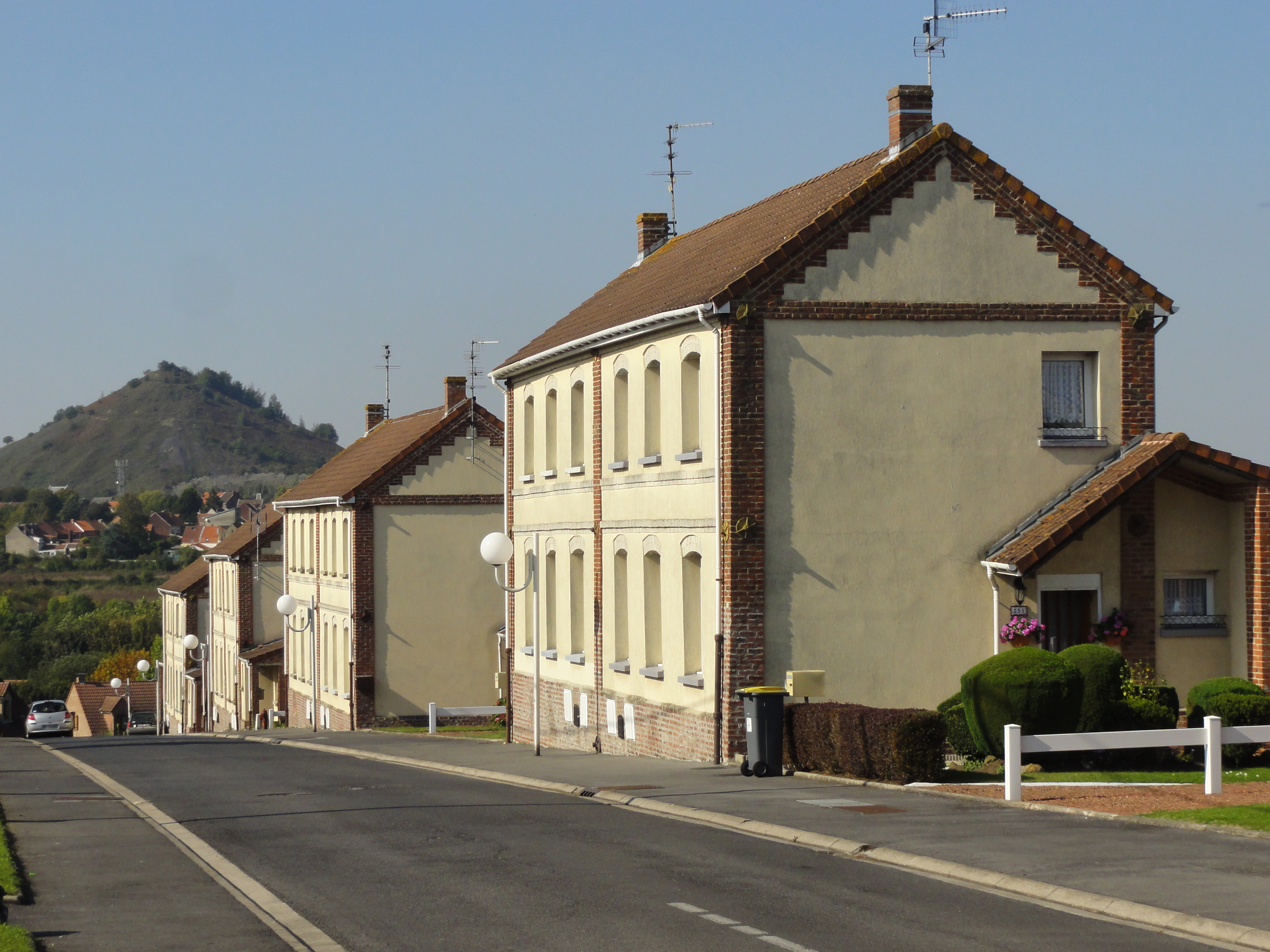
Habitations groupées par deux.
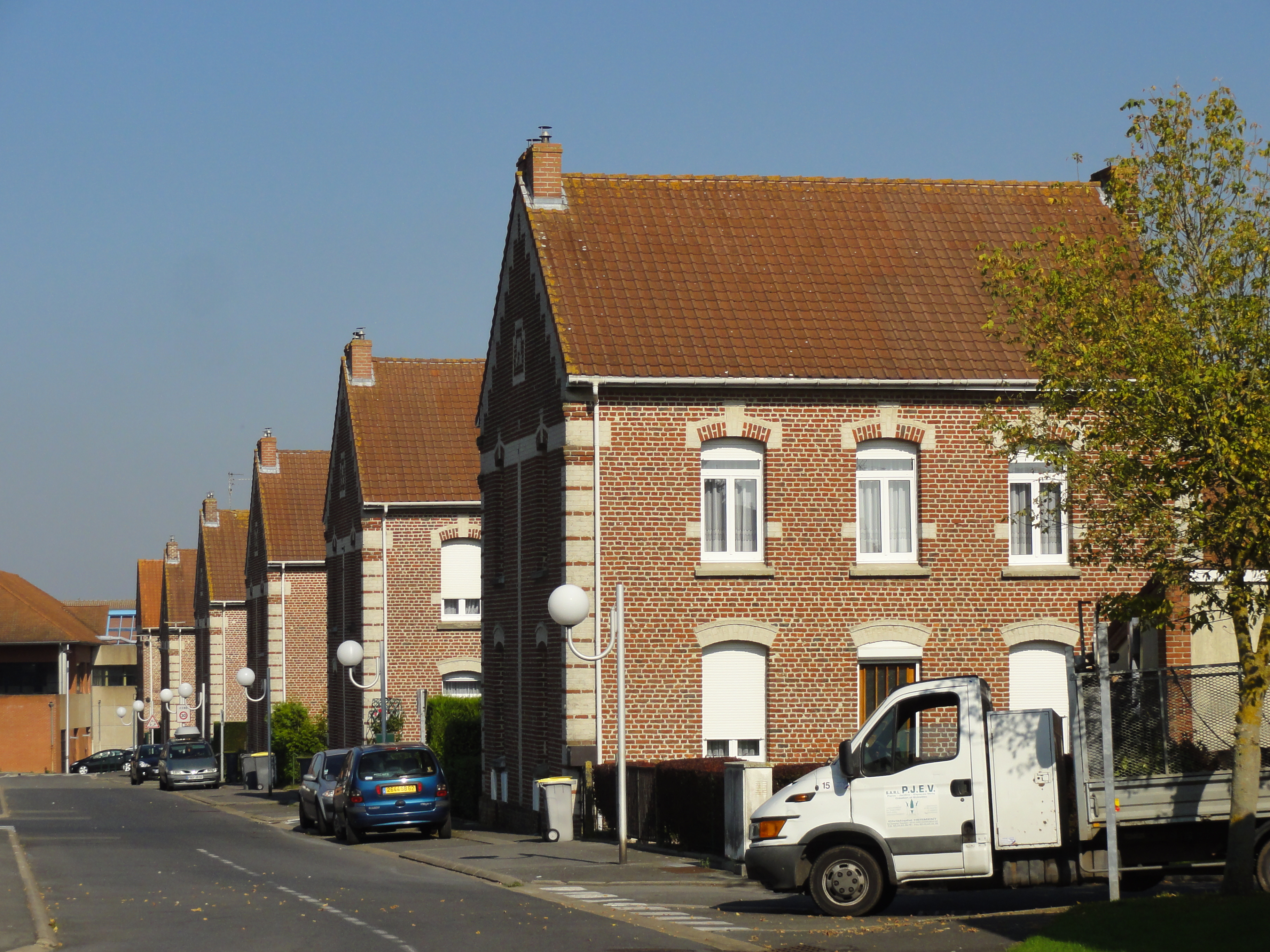
Habitations groupées par deux.
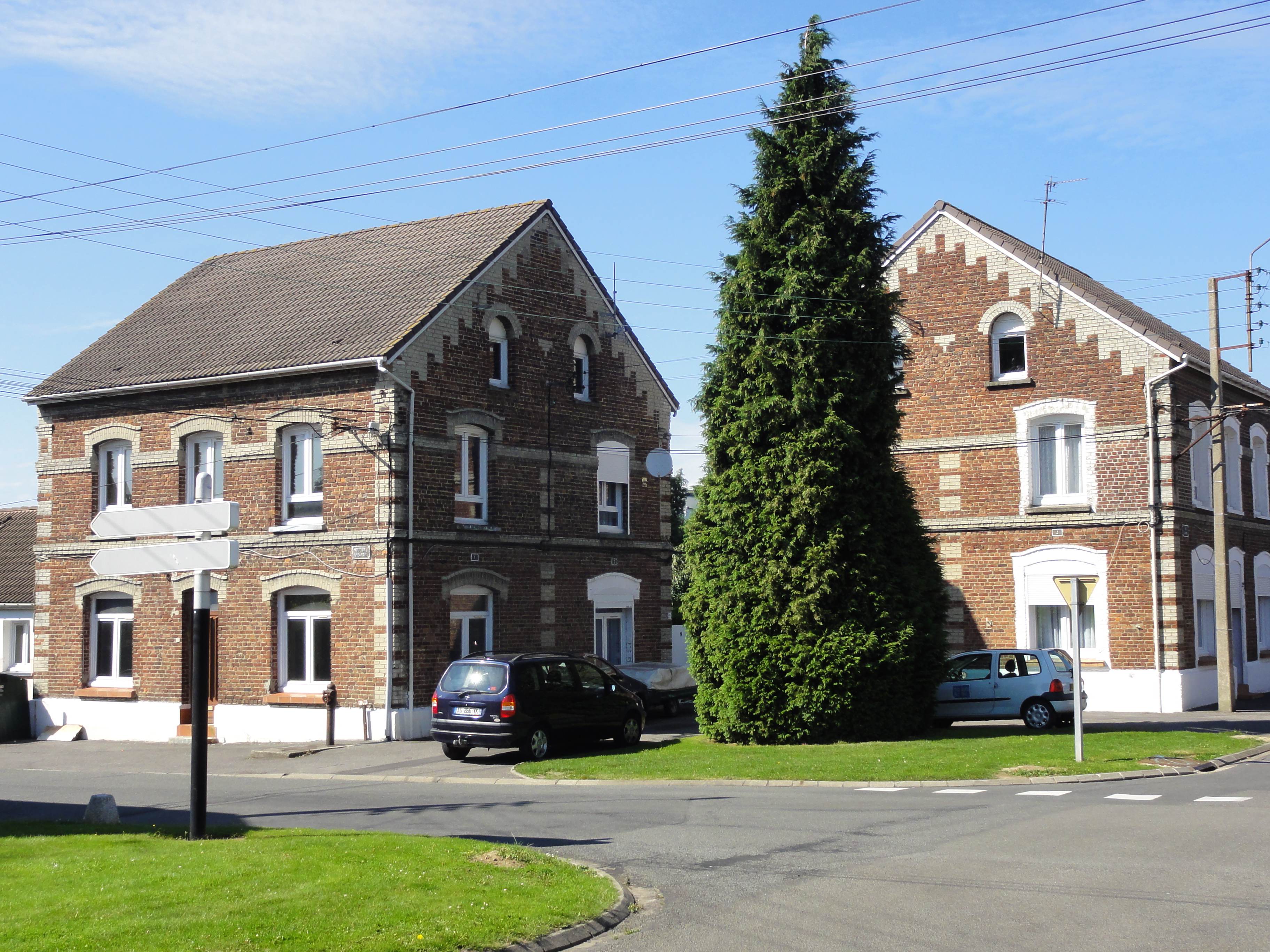
Habitations groupées par deux.
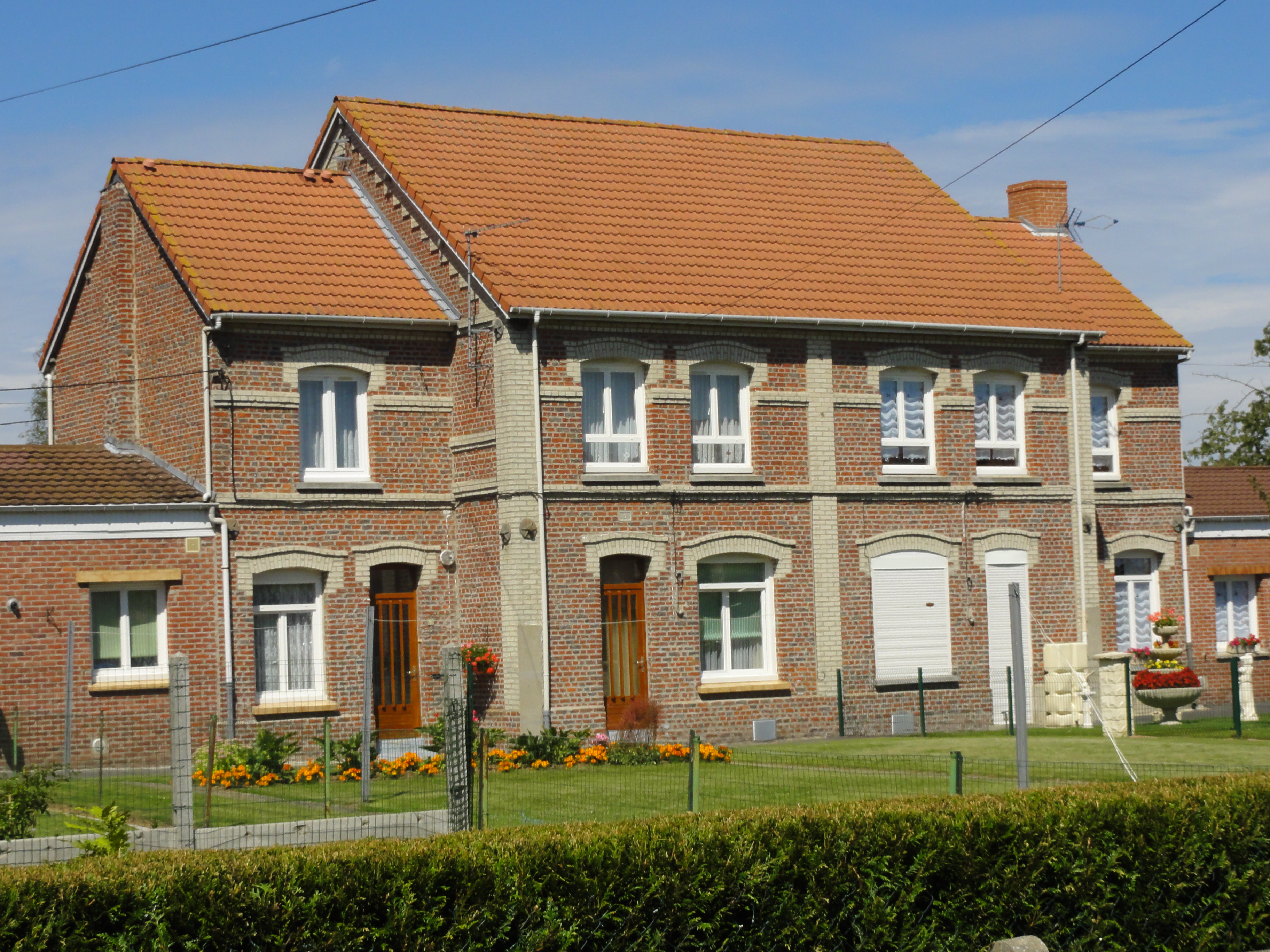
Habitations groupées par quatre.

### Les écoles
50° 28′ 26″ N, 2° 32′ 59″ E

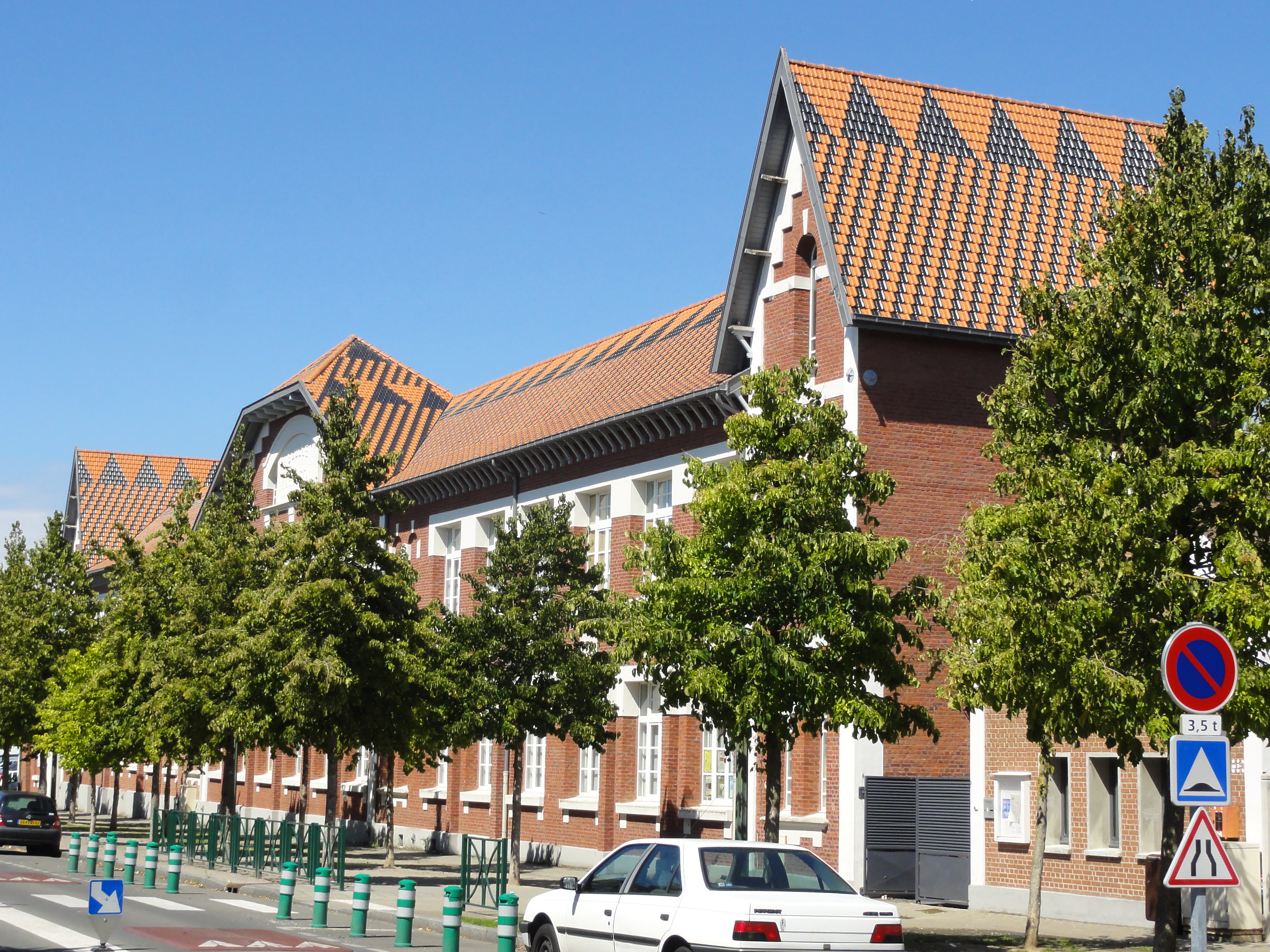
Les écoles.

La Compagnie des mines de Bruay a bâti les écoles Marmottan non loin de la fosse.